# Enrique Cantos
Enrique Gabriel Cantos Guerrero (* 25. Februar 1925 in Guayaquil; † 19. Februar 1996 ebenda) war ein ecuadorianischer Fußballspieler. Der Stürmer erzielte vier Tore in 17 Länderspielen für die ecuadorianische Nationalmannschaft und wurde auf Vereinsebene 1960 ecuadorianischer Meister.

## Karriere

### Verein
Enrique Cantos begann seine Karriere beim Panamá SC. Dort spielte er vier Jahre, bis Präsident Dalton Marriot fast sein gesamtes Team verkaufte und Cantos mit weiteren Spielern zum Lokalrivalen Barcelona SC ging. Cantos gewann mit seinem neuen Klub Cantos verschiedene Titel. Größter Erfolg war die Meisterschaft 1960, bei der Cantos zudem Torschützenkönig der Liga wurde. Der Stürmer mit Spitznamen Ratón spielte in seiner letzten Saison in der Copa Libertadores, bei der in der ersten Runde gegen den kolumbianischen Klub Independiente Santa Fe schon Schluss war.

### Nationalmannschaft
Enrique Cantos spielte insgesamt 17-mal in der Nationalmannschaft und erzielte dabei vier Tore. Der Offensivspieler nahm an den Südamerikameisterschaften 1947, 1949, 1955 und 1957 teil. Während das Team aus Ecuador 1947 und 1955 jeweils den sechsten Platz belegte, wurde es jeweils nur Siebter von acht bzw. sieben Teams. Beim 4:1-Erfolg beim Campeonato 1949 über Kolumbien erzielte Cantos seinen ersten Länderspieltreffer zur 1:0-Führung. Alle drei weitere Tore schoss Cantos beim Campeonato 1957.

## Erfolge
Barcelona SC
- Ecuadorianischer Meister: 1960
- Campeonatos Amateurs del Guayas: 1946, 1950
- Campeonato de Guayaquil: 1955, 1961

## Auszeichnungen
- Torschützenkönig der Serie A: 1960